# نورت هارتسویل (کارولینای جنوبی)
نورت هارتسویل(به انگلیسی: North Hartsville) شهری در ایالت کارولینای جنوبی کشور ایالات متحده آمریکا است که جمعیت آن در سرشماری سال ۲۰۱۰ میلادی، ۳٬۲۵۱ نفر بوده‌است.